# Princeton (Teksas)
Princeton je grad u američkoj saveznoj državi Teksas. Prema popisu stanovništva iz 2010. u njemu je živjelo 6.807 stanovnika.